# I. Kallinikosz konstantinápolyi pátriárka
I. (Szent) Kallinikosz (ógörögül: Καλλίνικος), (? – 705. augusztus 23.) konstantinápolyi pátriárka 694-től haláláig.
Kallinikosz a konstantinápolyi blakhernei templom papja és szent edényeinek őrzője volt. II. Iusztinianosz bizánci császár alatt lett Konstantinápoly pátriárkája. Mivel konfliktusba került a romlott életű Jusztinianosszal, a császár parancsára megvakították, nyelvét kivágták, Rómába küldték száműzetésbe, és ott egy kőfalba falazták. Kallinikoszt 40 nappal később még élve találták, azonban 4 nappal később elhunyt. Rómában temették el. Az ortodox egyház szentként tiszteli, és ünnepét halála napján üli meg.